# Jelšovce
Jelšovce este o comună slovacă, aflată în districtul Nitra din regiunea Nitra. Localitatea se află la altitudinea de 145 m deasupra n.m., se întinde pe o suprafață de 10,44 km2 și în 2017 număra 1.022 de locuitori. Se învecinează cu comuna Nitra.

## Istoric
Localitatea Jelšovce este atestată documentar din 1326.

## Demografie
| An:                | 1994 | 2004   | 2014   | 2024   |
| ------------------ | ---- | ------ | ------ | ------ |
| Număr de persoane: | 979  | 949    | 1008   | 985    |
| Diferență:         |      | −3,06% | +6,21% | −2,28% |

| An:                | 2023 | 2024   |
| ------------------ | ---- | ------ |
| Număr de persoane: | 986  | 985    |
| Diferență:         |      | −0,10% |